# Alex Thépot
Alexis Thépot (Brest, 30 luglio 1906 – Quiberon, 21 febbraio 1989) è stato un calciatore francese.

## Carriera
Thépot giocò per il Brest, FEC Levallois, Red Star FC, e l'USL Dunkerque.
Fu il portiere titolare della Nazionale francese nei Mondiali del 1930 e in quelli del 1934 e alle Olimpiadi del 1928.